# Рогун
Рогун (тадж. Роғун) — город в Таджикистане, расположенный в долине реки Вахш. Общая площадь города составляет 661 км² и граничит с Файзабадским районом, городом Вахдат, Нурабадским и Бальджуванским районом. Расстояние от центра города до города Душанбе составляет 110 км. Город занимает 0,5 процента от общей территории республики и включает в себя 3 джамоата: посёлок Обигарм, село Кадиоб и село Сичарог. 
Население — 15 000 жителей (2015).
По состоянию на 1 июля 2022 года население города  составляло 46 576 человек, или 0,4 процента населения республики. Город по своему характеру аграрно-промышленный, 64,8% населения проживает в сельской местности, 35,2% — в городе.
Город основан 25 декабря 1986 года как город строителей Рогунской ГЭС.
В Обигарме существуют природные лечебные воды, на базе которых с 1947 года действует пансионат горячей воды. Минеральная вода пансионата Оби Гарм лечит болезни нервов, сосудов, заболевания ног, кожи, почек, печени, женские заболевания, радикулит, остеохондроз и другие.
В городе есть историко-краеведческий музей, основанный в честь празднования 30-летия г. Рогун в 1991 году.

## Население
| Численность населения | Численность населения | Численность населения | Численность населения | Численность населения | Численность населения | Численность населения | Численность населения |
| 2003                  | 2004                  | 2005                  | 2006                  | 2007                  | 2008                  | 2009                  | 2019                  |
| --------------------- | --------------------- | --------------------- | --------------------- | --------------------- | --------------------- | --------------------- | --------------------- |
| 8700                  | ↗8900                 | ↗9200                 | ↗9400                 | ↗9600                 | ↗9800                 | ↗10 000               | ↗15 000               |
| 2020                  | 2021                  | 2022                  |                       |                       |                       |                       |                       |
| ↘14 900               | ↗15 100               | ↗15200                |                       |                       |                       |                       |                       |